# Leubnitzbach

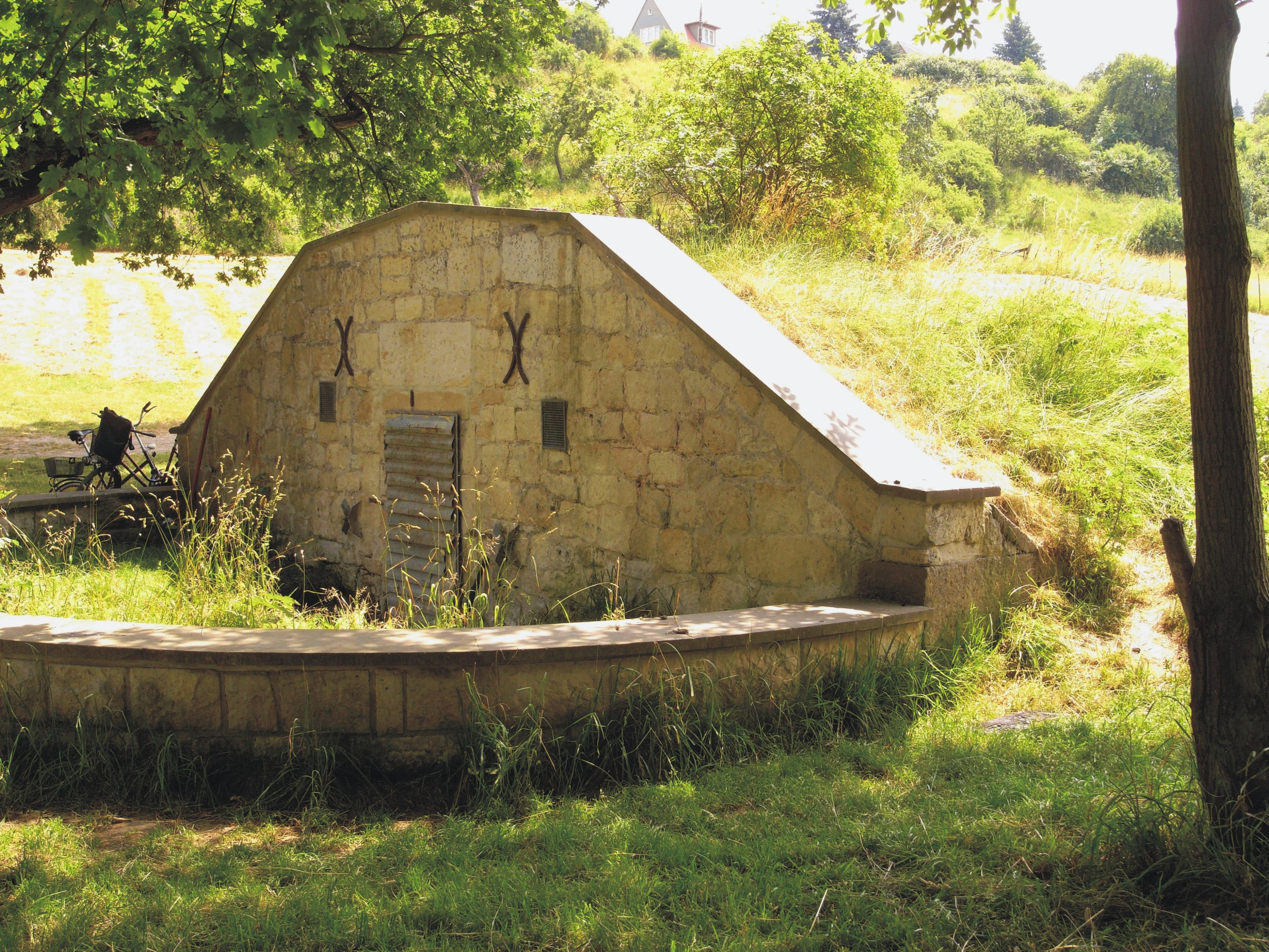
Die Brunnenanlage des Heiligen Borns

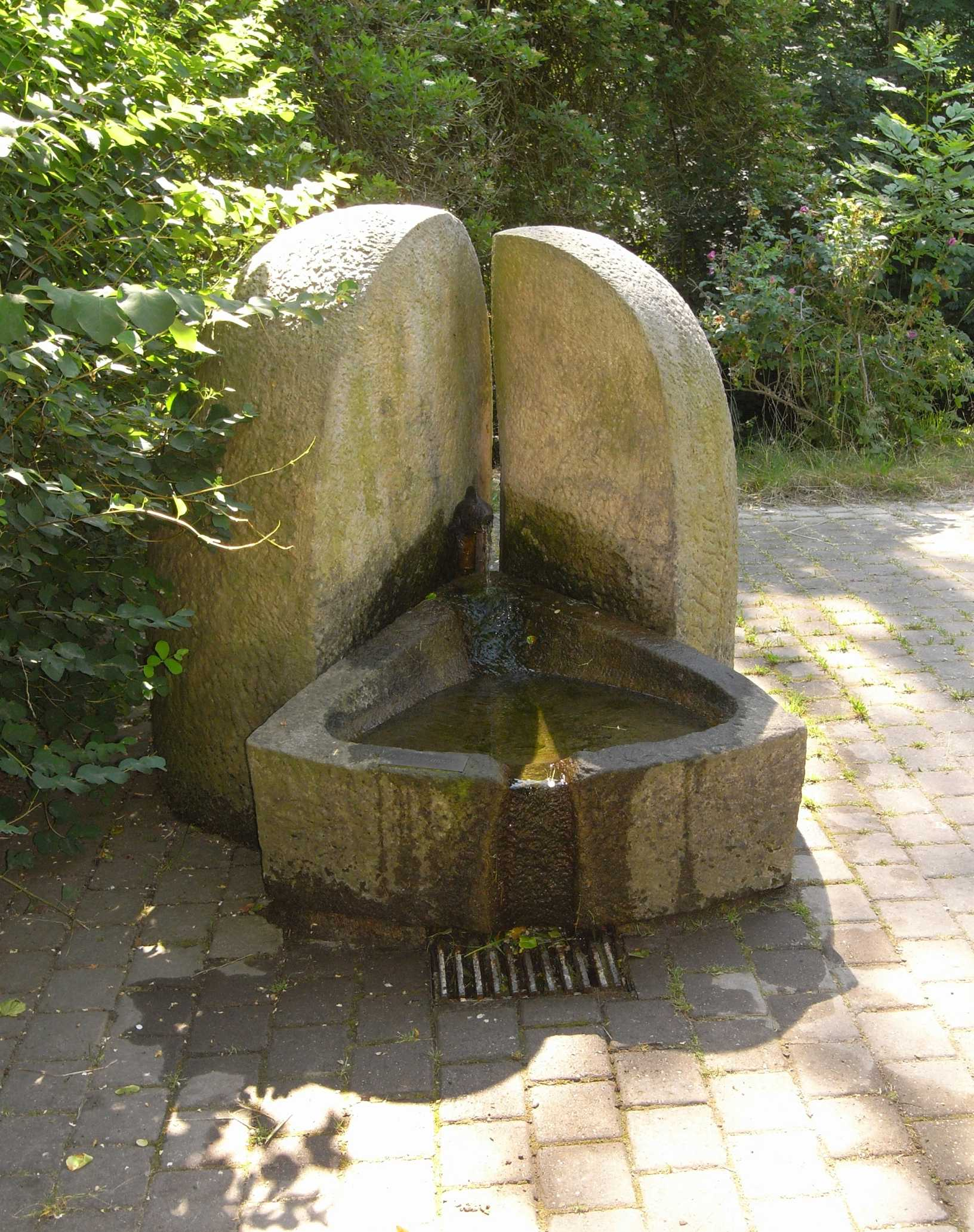
Zierbrunnen aus dem Jahr 1992

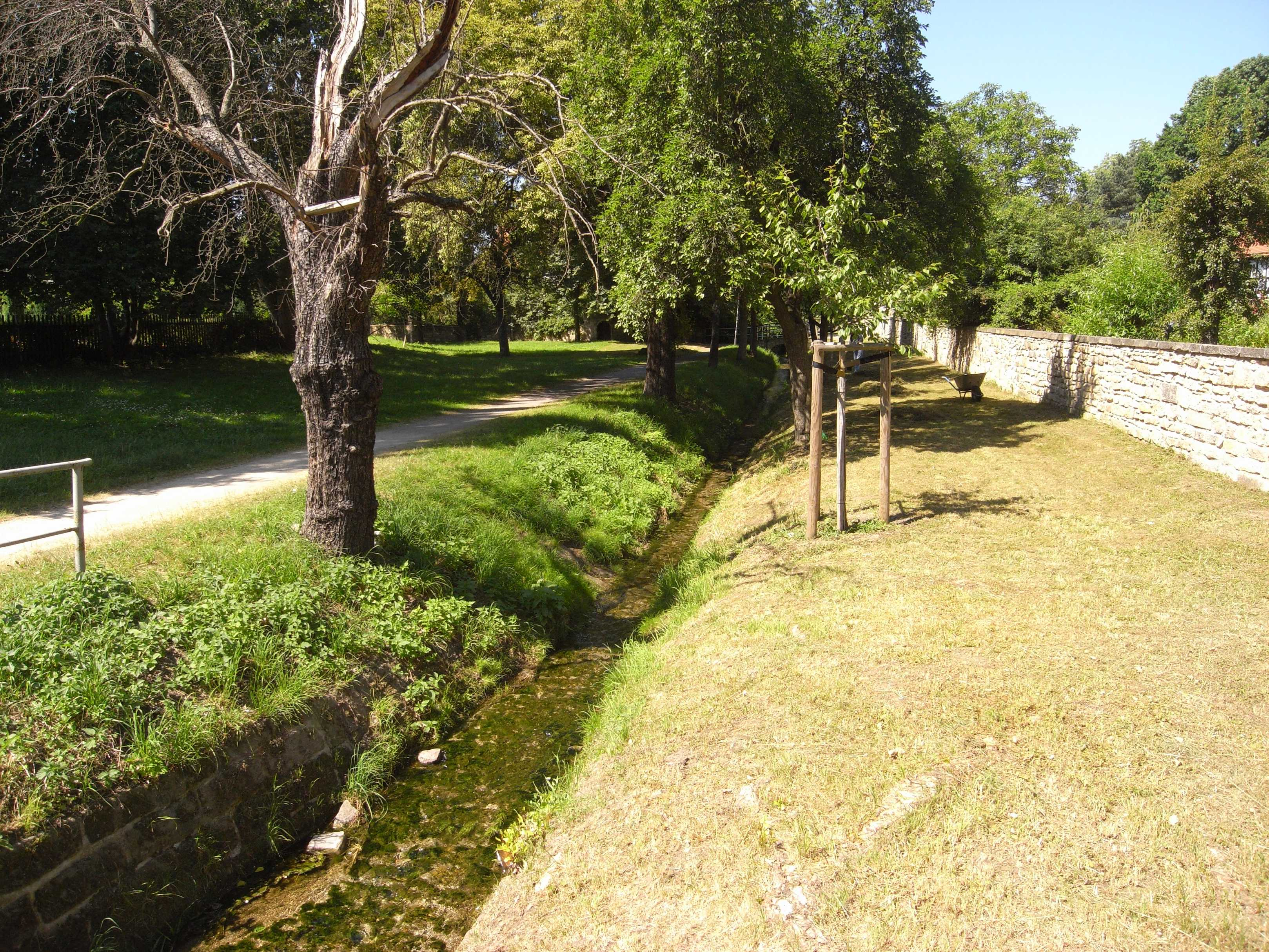
Leubnitzbach am Leubnitzer Pfarrgut

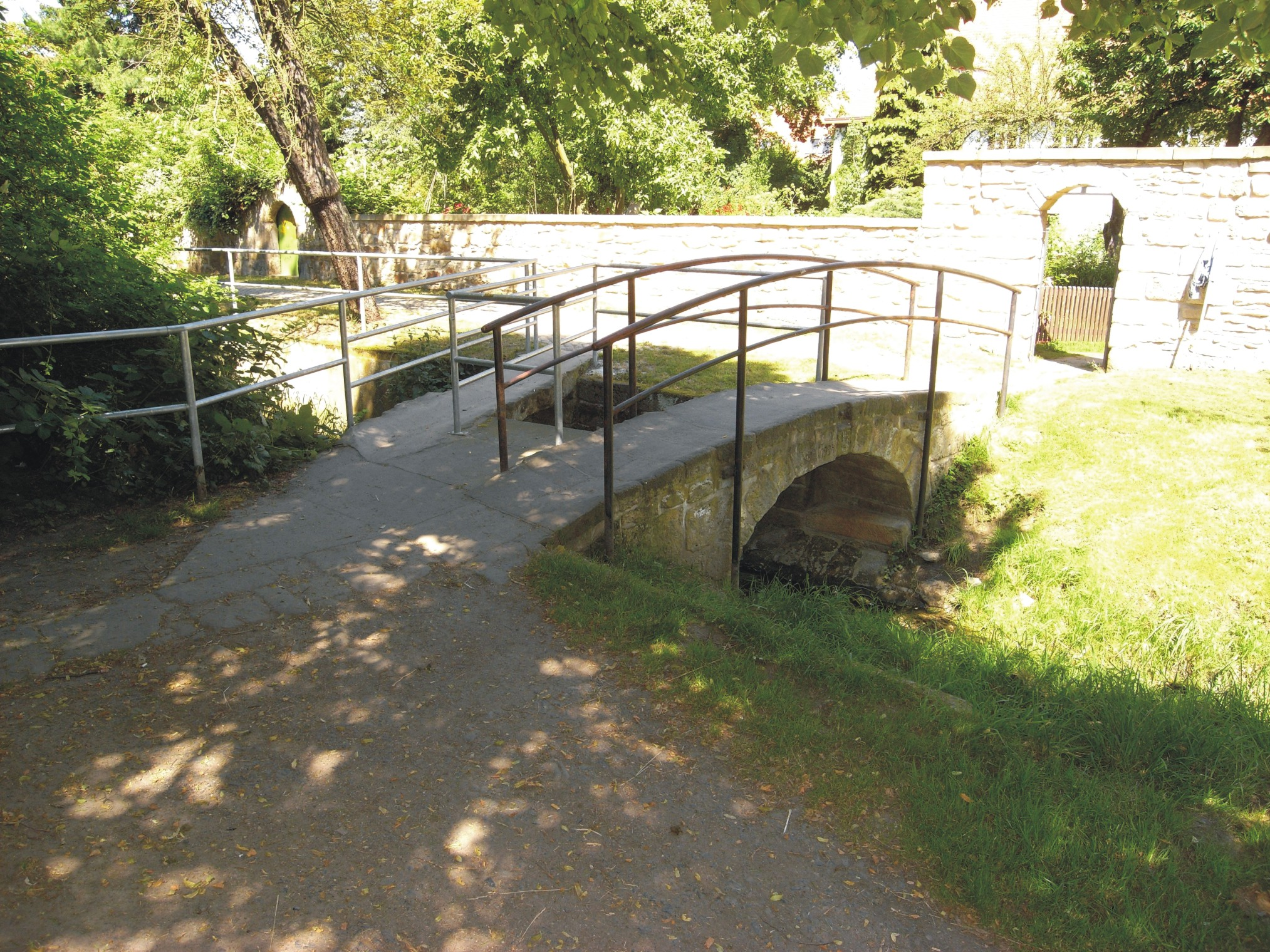
Alte Brücken am Pfarramt

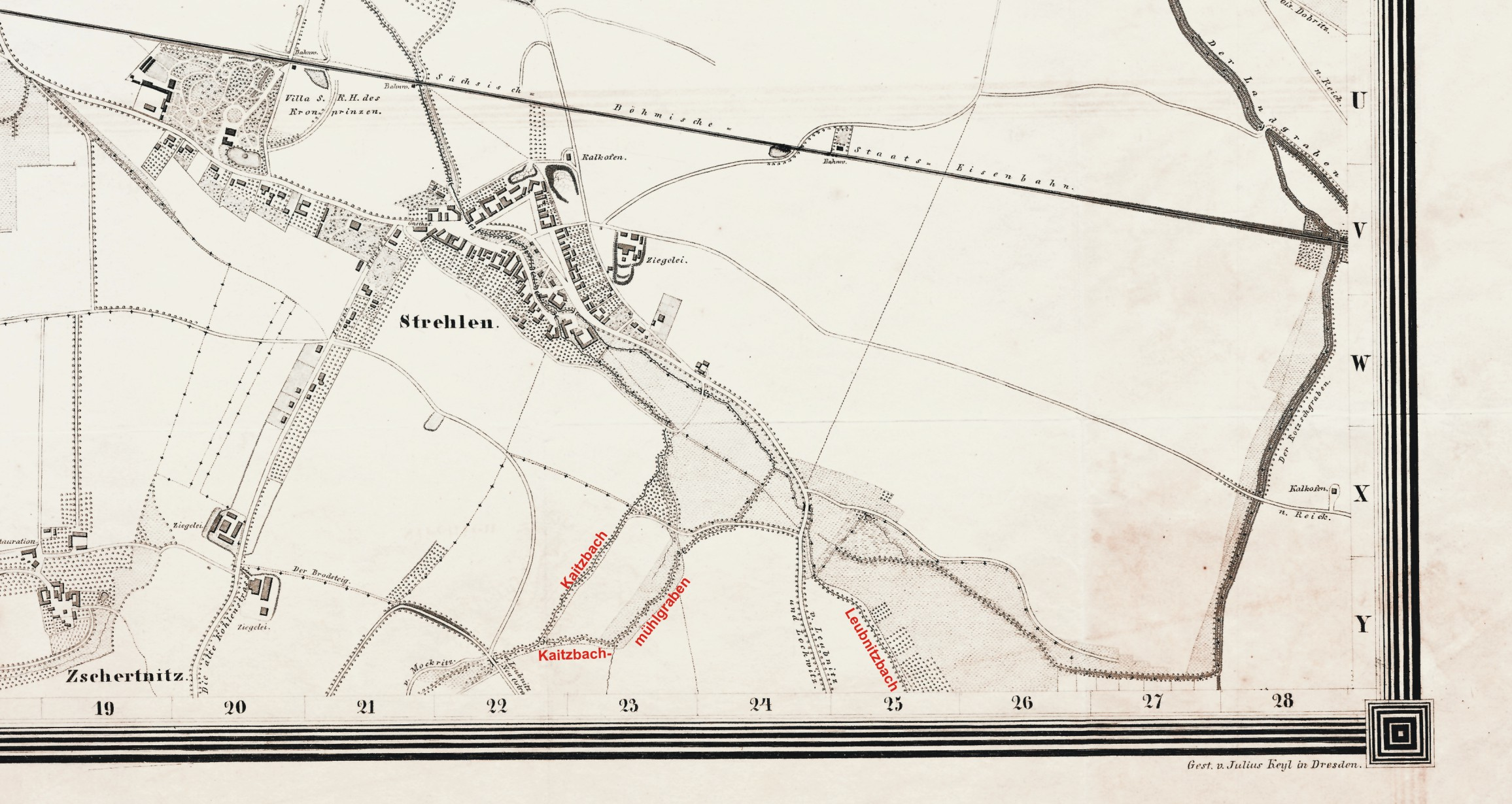
Gewässersystem um 1863 zwischen Strehlen und Leubnitz

Der Leubnitzbach, auch Heiliger Born nach einer Quelle in seinem Mittellauf benannt, oder Neuostraer Wasser ist ein linker Nebenfluss der Elbe im südlichen Stadtgebiet von Dresden. Der Bach hatte seit dem Mittelalter für die Wasserversorgung Dresdens eine hohe Bedeutung.

## Name
Der Name Leubnitzbach ist an den Namen des Dorfes Leubnitz angelehnt, das heute zum Dresdner Stadtteil Leubnitz-Neuostra gehört.
Oft findet sich in der Literatur für den Wasserlauf die Bezeichnung Heiliger Born, was sich auf eine in seinem Mittellauf befindliche und ergiebige Quelle bezieht. Nach den Überlieferungen soll das Wasser von wallfahrenden Kranken zu Waschungen genutzt worden sein, weil sie sich davon Heilung versprachen.

## Lauf und Geologie
Das Leubnitzbachtal beginnt auf den südlichen Elbtalhängen Dresdens in Form von drei kleinen Rinnsalen in den Feldern zwischen Goppeln, Rippien und Rosentitz. Das sind der Britschen-Graben, Keul-Graben und Zauch-Graben. In deren Quellgebieten bestehen die Böden aus mehreren Metern dicken Schichten von lösshaltigem Lehm. Die Quellläufe haben sich bis auf den darunter liegenden Plänersandstein eingegraben und durchschneiden die abfallende Gehängefläche als sanfte Einsenkungen.
Vor dem Eintritt in den mit steilen Hängen beginnenden Leubnitzgrund vereinigen sich die meist trocken liegenden Gräben zu einem gemeinsamen Verlauf. Hier beginnt ein relativ enges kleines Tal, das beidseitig von Kleingärten und Wiesen gesäumt ist. Noch vor dem Beginn der städtischen Bebauung im Heiligen Grund liegt die Quelle des Heiligen Borns, die mit einem hügelartigen Brunnenhaus (1835 angelegt) geschützt ist. An ihrem Fuß tritt ein kleiner aber intensiver Zufluss aus, der nach wenigen Metern in das bis dahin meist trocken liegende Bett des Leubnitzbaches mündet. Etwa 200 Meter flussabwärts bietet ein kleines 1955 errichtetes Rückhaltebecken Hochwasserschutz.
Im vierten Quartal 2023 wurde im Auftrag der Landeshauptstadt Dresden die Quellstube sowie ihr unmittelbares, etwas in Unordnung geratenes Umfeld saniert und neu gestaltet. Im Zuge dieser Arbeiten erhielt die Quellstube eine Messeinrichtung, mit der die Daten der Quellschüttung aufgezeichnet werden.
Nach etwa 400 Metern erreicht der Leubnitzbach an der Brunnenstraße die Grenze der Ortsbebauung. Hier steht ein durch Rohrleitung gespeister Brunnen aus Elbsandstein mit Sitzbänken. Die kleine Anlage wurde 1992 nach einem Entwurf der Bildhauerin Petra Graupner errichtet.
Der Bach zieht sich mit seinem Lauf durch den Dorfkern von Leubnitz-Neuostra, wobei er auf einem alten parallelführenden Fußweg verfolgt werden kann. An der Stelle, wo er den alten Verbindungsweg zwischen Pfarrgut und der Kirche Leubnitz-Neuostra erreicht, queren den Leubnitzbach zwei historische Fußgängerbrücken aus Sandstein. Von hier fließt er in nordöstliche Richtung zur Dohnaer Straße. Wenige Meter vor dieser Hauptverkehrsstraße befindet sich in seinem mit Quadermauerwerk gefassten Bett ein kleines Wehr, das einen alten und heute nicht mehr genutzten Abzweig erkennen lässt. Früher schwenkte sein oberirdischer Verlauf hier in Richtung des Dorfes Strehlen, wo er dem Kaitzbachmühlgraben zufloss und sich heute im Bereich des Rückhaltebeckens am Hugo-Bürkner-Park mit dem Kaitzbach vereinigt. Heute existiert entlang der Dohnaer Straße auf dieser Linie eine unterirdische Zuführung. Mit seinem früheren Verlauf zwischen dem nördlichen Teil des Dorfkerns von Leubnitz und den ehemaligen Wiesen am Rückhaltebecken östlich von Strehlen umfasste er bogenartig ein Gebiet, das in seinem ursprünglichen Untergrund aus alten Humusböden bestand und nördlich seines Verlaufes an der Dohnaer Straße grenzt ein Streifen aus Ton- und Sandmergel an.
Der weitere Verlauf des Leubnitzbaches an der Dohnaer Straße in stadtauswärtiger Richtung ist für etwa 300 Meter unterirdisch gefasst, quert die Fernverkehrsstraße auf Höhe des ehemaligen Weizenin-Werkes und fließt über gewerbliches Gelände dem Koitzschgraben zu. Der Koitzschgraben war ursprünglich ein eigenständiger Wasserlauf, der seine Quelle in einer ehemaligen Wiese südöstlich des heutigen Gemeindezentrums St. Petrus hatte. Über den Koitzschgraben erreicht das Wasser den Landgraben und bei Blasewitz die Elbe.

## Hochwasser und Schutz
Der Leubnitzbach kann bei Niederschlägen sprunghaft ansteigen. Sein relativ ausgedehntes fächerartiges Quellgebiet sammelt dabei große Mengen an Niederschlagswasser. Aus diesem Grund existiert wenige Meter vor der Bebauung von Leubnitz-Neuostra im Rahmen des Dresdner Hochwasserschutzes ein kleines Rückhaltebecken.

## Bedeutung für die historische Wasserversorgung Dresdens
Große Bedeutung hatte der Flusslauf für die mittelalterliche und spätere Wasserversorgung der Festung Dresden. Der Grund dafür ist der Heilige Born. Eine weitere Quelle in Niedergorbitz und der Heilige Born waren die beiden einzigen historischen Gewinnungsorte für gesundheitlich unbedenkliches Wasser über den gesamten Jahresverlauf in der nahen Region der alten Festungsstadt. Aus diesem Grund hatte man frühzeitig eine hölzerne Röhrenwasserleitung von Leubnitz in die Festung gelegt. Sie wurde zwischen 1551 und 1555 durch eine Gewerkschaft von Amtsträgern und Bürgern mit kurfürstlicher Unterstützung erbaut. Ihr Verlauf zog sich durch den Leubnitzer Grund entlang der Teplitzer Straße über Strehlen, von dort fast parallel mit dem Kaitzbach durch die Bürgerwiese zum alten Stadtzentrum. Der Graben an den Festungswerken wurde mit einem Röhrstuhl überbrückt. Diese Holzkonstruktion war mit Bleiplatten ausgeschlagen und führte zusätzlich den Kaitzbach durch die Festungsmauer. Danach verteilte sich das Wasser über Hauptröhren und Röhrkästen (später Sandsteintröge und -becken) in Nebenröhren vieler Straßenzüge. Einige weitere wichtige Wasserleitungen der Dresdner Festung mit dem Schloss sind noch älter, kamen aber aus der Richtung Dresden-Plauen, führten Weißeritzwasser heran, und aus der Richtung Räcknitz.
Für die Röhren benutzte man Kiefernholz. Wurden Röhren mit größerem Durchmesser benötigt, beschaffte man die nötigen Stämme aus Böhmen. Die Hauptwasserleitungen hatten einen Bohrungsdurchmesser von 7,7 cm, 8,8 cm und 10,6 cm. Die Zuleitungen zu den Häusern waren mit einem Durchmesser von 2,7 und 5,3 cm ausgestattet. Für diese Nebenleitung kamen die Kiefernstämme aus der Dresdner Heide und aus Waldgebieten bei Elsterwerda. Die Länge einer einzelnen Röhre betrug 6 Ellen (3,40 m). Ihre Lebensdauer belief sich je nach Bodenart auf wenigstens 6 und maximal 80 Jahre. Bis in das 19. Jahrhundert verwendete man in Dresden solche Leitungen, die über einen ins Holz geschlagenen, kreisförmigen Eisenblechstreifen an der Stirnseite der Stämme miteinander verbunden waren. Mit deren Herstellung und der Instandsetzung der inzwischen komplex angewachsenen Leitungssysteme war der Röhrmeister beauftragt. Im Verlauf des 19. Jahrhunderts setzten sich zunehmend Wasserleitungen aus Elbsandstein durch, Diese bestanden aus länglichen Quadern mit einer mittigen Bohrung. In der Mitte des 18. Jahrhunderts umfasste das Wasserröhrensystem in der Dresdner Altstadt und Neustadt eine Länge von insgesamt 200 Kilometern. Das Anwachsen der Stadtbevölkerung verteuerte die Wasserversorgung und es waren nicht mehr genügend geeignete Baumstämme in hoher Qualität verfügbar. Deshalb stellte man Versuche mit Eisen- und Tonröhren an. Die Ergebnisse verliefen jedoch nicht befriedigend. Obwohl Steinröhren schon zum Ende des 18. Jahrhunderts diskutiert worden, fiel die Entscheidung des Rates der Stadt auf Vorschlag von Rudolf Sigismund Blochmann zu deren Gunsten erst im Jahr 1835. Die Verlegearbeiten waren mit dem Legen von eisernen Gasleitungen verbunden. Lieferungen kamen aus den Sandsteinbrüchen bei Cotta und Postelwitz.
Die Leubnitzer Röhrleitung versorgte die Stadt über 400 Jahre mit Quellwasser. Dank seiner Ergiebigkeit und guten Qualität war der Heilige Born eine wichtige Lokalität im Umfeld Dresdens. Die jährliche Quellschüttung llag in den 1930er Jahren bei 150.000 Kubikmeter. Seine andauernde Wasserführung verdankt er kreidezeitlichen Gesteinsschichten aus wechsellagernden Sedimentabfolgen mit undurchlässigen Horizonten (Pläner und Mergel) und dazwischen liegenden Grundwasserleitern. Wie sich am Beispiel des Artesischen Brunnens in der Neustadt und weiterer früherer Brunnen dieser Art in Dresden zeigt, sind die in den Schichten vorhandenen Wassermengen beträchtlich.
In den meisten kleinen südlichen Seitentälern Dresdens bilden die Pläner- bzw. Mergelschichten eine wasserundurchlässige Talsohle. Diese Schichten sind auch die Ursache dafür, dass bei Leubnitz, Torna und Strehlen vor der Bebauung mehrere Sumpfwiesen existierten, die ihr Wasser teilweise in das System des Kaitzbaches abgaben, wozu der Leubnitzbach gehört.

## Hydrogeologie
Die Quelle des Heiligen Borns hat ihren Ursprung in den etwa nach Norden schräg einfallenden Sedimentkörpern der Oberhäslicher Schichten (Cenomanium), eine Struktureinheit der Elbtalkreide, die im Elbtal als Hauptgrundwasserleiter auftritt. Diese Schichtenabfolge besteht aus Quarzsandsteinen und Konglomeraten. Eine hohe Wasserwegsamkeit in diesen Gesteinen erweist sich dann, wenn das Korngefüge (überwiegend Quarzkörner) eine kieselige Bindung besitzt. Das Einzugsgebiet des für den Heiligen Born in Frage kommenden Grundwasserleiterareals liegt nur etwa 1 Kilometer südwestlich vom Quellaustritt entfernt. Dementsprechend ist die Selbstreinigungsfähigkeit infolge der landwirtschaftlichen Nutzung in diesem Gebiet nur gering. Das Wasser des Heiligen Borns hat einen pH-Wert von 7,1 (Messung vom 9. Juli 1999) und ist seinem Chemismus nach ein Ca-Na-HCO3-Typ.